# Зборовский, Сергей Владимирович
Сергей Владимирович Зборовский (род. 21 февраля 1997 года) — российский хоккеист, защитник ХК «Автомобилист» (КХЛ). Мастер спорта России (2025).

## Карьера
Воспитанник московской хоккейной школы «Северная Звезда». Выступал в юношеских командах ЦСКА и «Динамо».
С января 2014 года начал играть в МХЛ в составе ХК МВД.
С начала сезона 2014/15 стал выступать в молодёжном хоккейном клубе «Реджайна Пэтс», выступающем в WHL. За два сезона провёл 135 игр в регулярном чемпионате и 18 в плей-офф.
На драфте НХЛ 2015 года в третьем раунде под общим 79 номером был выбран клубом «Нью-Йорк Рейнджерс
26 июля 2016 года подписал контракт с клубом NHL «Нью-Йорк Рейнджерс», рассчитанный до конца сезона-2018/19.